# Compositie XVII
Compositie XVII is een schilderij van de De Stijl-voorman Theo van Doesburg in het Kunstmusem Den Haag.

## Titel
In Van Doesburgs portfolio komt het voor als Comp. XVII en in De Stijl (september 1921) is het afgebeeld als Kompositie 17 (zie afbeelding hieronder). Op lijst 1 staat het echter, vermoedelijk, vermeld als Compositie XX ... 1919 (harmonische compositie).

## Datering
Het werk draagt aan de achterzijde Van Doesburgs monogram met aan weerszijden daarvan het jaartal 1919. Van Doesburg moet het schilderij in december van dat jaar voltooid hebben, want op 9 december 1919 schreef hij Antony Kok: ‘’t Is 'n mooi ding, dat ik nu onder handen heb. Een klein schilderijtje 50 × 50. Geel, grijs, rood en blauwgroen. ’t Kwam door Groesbeek. Door het koren, door de akkers, de vlakke strakke akkers en het gras. De grijze hemel en de leeuwerik daarbinnen - in.-’. Volgens een brief aan Chris Beekman van 31 juli 1919 was Van Doesburg 'een paar dagen naar Groesbeek geweest', om bij te komen van overspannenheid.

## Herkomst
In 1922 verwierven de broers Thijs (1877-1947) en Evert Rinsema (1880-1958) het van Van Doesburg. Waarschijnlijk in 1958 erfde Thijs Rinsema's zoon, Dirk, het schilderij van zijn oom. Deze verkocht het in 1959 aan kunsthandel Nieuwenhuizen Segaar in Den Haag, die het hetzelfde jaar nog doorverkocht aan Harold Diamond in New York. Deze verkocht het hetzelfde jaar of het jaar daarop door aan kunsthandel Myrtil Frank, eveneens in New York. Myrtil Frank verkocht het ten slotte op 20 december 1960 aan het Gemeentemuseum Den Haag.